# Zgromadzenie Sióstr Dominikanek Misjonarek Jezusa i Maryi
Zgromadzenie Sióstr Dominikanek Misjonarek Jezusa i Maryi (łac.: Congregatio Sororum Dominicanorum Missionariarum Jesu et Mariae) – zgromadzenie powstałe w 1932 roku w Warszawie ze wspólnot tercjarek III Zakonu św. Dominika. O. Jacek Woroniecki wierny charyzmatowi św. Dominika odpowiadając na potrzeby Kościoła powołał do życia nową gałąź Zakonu Kaznodziejskiego.
Celem zakonu jest „Służyć prawdzie w miłości”. Zgodnie z tą dewizą siostry podejmują pracę na rzecz misji i ekumenizmu, a także pomagają w pracy parafialnej, szczególnie w katechizacji.

## Założyciele
- dominikanin o. Jacek Woroniecki, urodzony 21 grudnia 1878 w Lublinie, zmarły 18 maja 1949 w Krakowie
- siostra Tomea, Tekla Byszewska, ur. 16 lipca 1891 w Dziaduszycach, zmarła 6 stycznia 1981 w Warszawie
- siostra Maria, Janina Wielowieyska, ur. 9 stycznia 1899 w Przewozach, zmarła 9 października 1981 w Zielonce
- siostra Imelda, Zofia Błeszyńska, ur. 7 czerwca 1901 w Sielcu, zmarła 20 marca 1982 w Warszawie.